# Wood River (Nebraska)
Wood River é uma cidade localizada no estado americano de Nebraska, no Condado de Hall.

## Demografia
Segundo o censo americano de 2000, a sua população era de 1204 habitantes.
Em 2006, foi estimada uma população de 1200, um decréscimo de 4 (-0.3%).

## Geografia
De acordo com o United States Census Bureau, a localidade tem uma área de 1,9 km², sem área coberta por água. Wood River localiza-se a aproximadamente 599 m acima do nível do mar.

## Localidades na vizinhança
O diagrama seguinte representa as localidades num raio de 20 km ao redor de Wood River.